# امامزاده کمال (ضیاءآباد)
امامزاده کمال مربوط به سدهٔ ۹ ه‍.ق است و در شهرستان تاکستان شهر حیدریه و در کنار ابهررود واقع شده‌است.

## تاریخچه
طبق ادعای کتیبه‌ها و مردم محلی این مکان مقبره کمال فرزند موسی کاظم هفتمین امام شیعیان بوده و با توجه به معماری مستحکم آن و همین‌طور دقتی که در آجرچینی‌های آن انجام شده‌است، می‌توان نتیجه گرفت که در زمان ساخت بنا، احترام و توجه بسیاری برای آن صرف شده‌است. بر اساس کتیبه سنگی امامزاده این بنا در سال ۸۶۱ قمری احداث شده‌است. این بنا هم‌اکنون نیز مورد احترام و توجه بسیار زیاد مردم منطقه است.

## معماری بقعه
بنای بقعه شامل سه بخش است و دو بخش الحاقی آن کاملاً نو ساز و فاقد هر گونه ارزش هنری است. شکل داخلی بنا نیز شش ضلعی و دارای نازک کاری است گنبد امازاده از نوع دو پوش رگ است بنا دارای تزیینات آجرکاری در میان طاق نماهای اضلاع خارجی است و در گوشه سازی‌های داخل آن نقوش گل و بته مشاهده می‌شود بنای امازاده کمال از آثار قرن نهم ه‍.ق و طرح آن در منطقه بی نظیر است.
ساختمان این امام‌زاده، بنایی شش ضلعی با گنبد مخروطیِ رُک است که به تمامی با آجر ساخته شده‌است. طول هر ضلع این بنا ۳/۹۵ متر است. گنبد بنا در دو بخش بر روی پایه‌ای شش ضلعی استوار شده‌است. بخش پایین گنبد، استوانه‌ای است که در حدود ۱/۴۰ متر ارتفاع دارد و پیرامون آن تا لبه‌های شش‌گانه بدنه بنا، فاصله بسیار کمی دارد. بر روی آخرین رج این ساقه استوانه‌ای شکل، یک ردیف آجرچینی به صورت دندانه‌دندانه انجام شده‌است و سپس رُک بنا بر روی دوره مزبور قرار گرفته‌است. آجرچینی همه قسمت‌های بنا و به‌خصوص گنبد آن، در نهایت سادگی، و در عین حال با دقت کامل انجام گرفته‌است.
داخل حرم امام‌زاده نیز شش ضلعی است و بر روی هر جرز آن، طاق‌نمایی برپا شده‌است که به کمک طاق‌نماها و کاربندی‌های میان‌شان، پایه‌ای گِرد برای استقرار گنبد به وجود آمده‌است. در داخل حرم، نقش و نگارهایی به صورت گلدان و گل‌وبوته با رنگ‌های آبی آسمانی، سبز و صورتی دیده می‌شود. در حال حاضر، در برابر درِ ورودیِ بنا، اتاقی به عنوان کفش‌کن قرار دارد که بعدها به بنای اصلی افزوده شده‌است. بر سردرِ ورودی امام‌زاده، کتیبه‌ای سنگی وجود دارد که متن آن چنین است: «واجب‌التعظیم امام‌زاده کمال‌ابن حضرت امام موسی کاظم علیهما تحیه و الصلوه و السلم […] بسعی خضربن باباحاجی فی شهر سنه……
و این اثر در تاریخ ۱۷ آذر ۱۳۷۷ با شمارهٔ ثبت ۲۱۷۹ به‌عنوان یکی از آثار ملی ایران به ثبت رسیده‌است.

## اهمیت در میان مردم منطقه
علاوه بر مدفن امامزاده کمال این منطقه اولین آرامستان مردم شهر حیدریه و دومین آرامستان مردم روستای ضیاءآباد پس از امامزاده ولی به‌شمار می‌رود و مدفن حدود 700 در این آرامستان قرار دارد . این مکان همچنین محل دفن بدایار بهبودی و اروجعلی بهبودی  از فرماندهان ارتش در جنگ ایران و عراق است و همین طور حمید حاج محمدی (اهدای عضو) در نزدیکی این بقعه دفن شده‌ است.
بسیاری از هیئت‌های عزاداری طبق رسم هر ساله در روزهای تاسوعا و عاشورا به این مکان آمده و آیین عزاداری خود را برگزار می‌کنند.

## نگارخانه

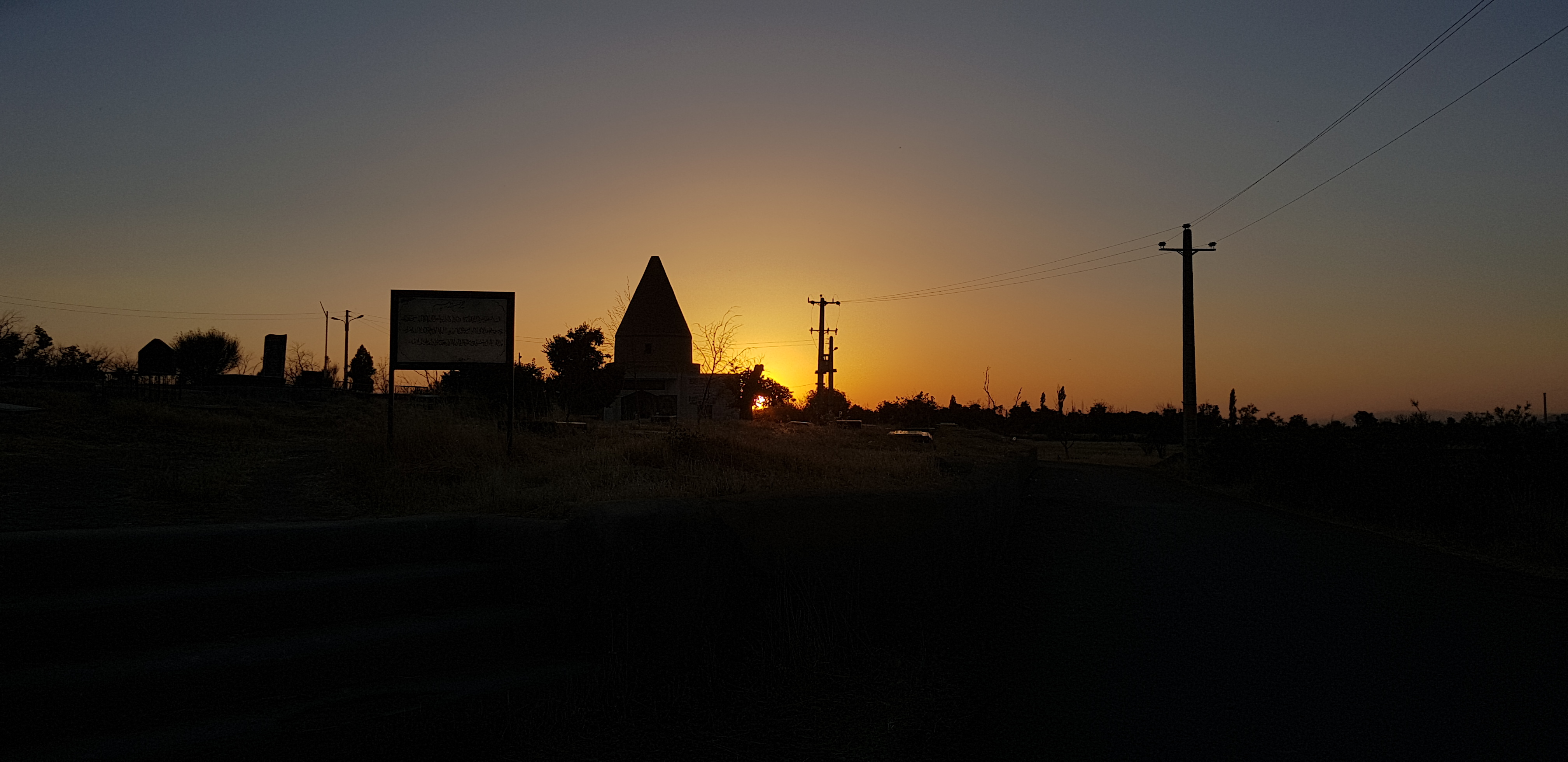
غروب امامزاده کمال